# Lumsden (Newfoundland en Labrador)
Lumsden is een gemeente (town) in de Canadese provincie Newfoundland en Labrador. De gemeente ligt aan de Kittiwake Coast in het noordoosten van het eiland Newfoundland.

## Geschiedenis
De plaats Lumsden werd in 1968 door de provincie officieel erkend als een gemeente.

## Geografie
Lumsden ligt iets minder dan 10 km ten noordwesten van Cape Freels, de noordelijke kaap van Bonavista Bay. De gemeente ligt in vogelvlucht 6 km ten noordwesten van Cape Freels North en 8 km ten zuidoosten van Deadman's Bay, de twee meest nabijgelegen plaatsen.
De dorpskern is lang uitgerekt vanwege de geleidelijke samensmelting van de historische kernen Lumsden North en Lumsden South tot een enkel dorp. Lumsden wordt doorkruist door provinciale route 330, een verkeersader die parallel loopt aan de kust.

### Windmill Bight
In het zuidoostelijke gedeelte van de gemeente, op ruim 2 km van de dorpskern, bevindt zich het Windmill Bight Provincial Park. Dit provinciepark bevindt zich aan de gelijknamige zee-inham en reikt tot aan de barachois van Windmill Brook. Aan de rand van het park bevindt zich het Windmill Bight Municipal RV Park, een terrein uitgerust met faciliteiten voor kampeerauto's.

## Demografie
De demografische situatie in Lumsden was tussen 1951 en 2001 zeer stabiel met een bevolkingsomvang die schommelde rond de 600 à 650. Begin 21e eeuw was er echter een terugval.
| Demografische ontwikkeling van Lumsden tussen 1951 en 2021                 |
| -------------------------------------------------------------------------- |
|                                                                            |
| Bron: Statistics Canada (1951–1986, 1991–1996, 2001–2006, 2011–2016, 2021) |